# بازافروختگی ۲
بازافروختگی ۲ (انگلیسی: Backdraft 2) یک فیلم اکشن آمریکایی محصول سال ۲۰۱۹ به کارگردانی و تدوین گونسالو لوپس-گایگو و نویسندگی گرگوری وایدن است. که دنباله‌ای بر فیلم بازافروختگی محصول ۱۹۹۱، محسوب می‌شود، با بازی جو اندرسون همراه با ویلیام بالدوین و دونالد ساترلند در نقش برایان مک کافری و رونالد بارتل از فیلم اصلی بازی می‌کنند.

## خلاصه داستان
شان مک کافری، محقق آتش‌سوزی، پسر ستوان فقید استفان «بول» مک کافری، در ایستگاه ۱۷ آتش‌نشانی شیکاگو، یکی از واحدهای این بخش که توسط عمویش، معاون رئیس منطقه دفتر تحقیقات آتش‌نشانی شیکاگو اداره می‌شود، کار می‌کند. برایان مک کافری. شان ترجیح می‌دهد به تنهایی کار کند، و زمانی که کاپیتان وایت ایستگاه ۱۷ به او می‌گوید باید از پروتکل پیروی کند و با شریکی به نام مگی رنینگ کار کند، در ابتدا بی‌ادب است. و شان و مگی به دنبال تروریست‌ها می‌روند که متعاقباً دستگیر و شکست می‌خورند. و مانند سال ۱۹۹۱، فیلم با فراخوانی برای آتش‌سوزی دیگر به پایان می‌رسد.

## انتشار
این فیلم در ۱۴ مه ۲۰۱۹ به صورت فیلم ویدئویی منتشر شد.

## بازخوردها
این فیلم دارای امتیاز ۴۰٪ در راتن تومیتوز با میانگین ۲ از ۱۰ است.